# 商訊
《商訊》是一份澳門商業雜誌，創刊於2005年，是當地首份中文商業月刊，由多媒體傳訊有限公司（葡萄牙語：De Fição Multimedia Projects）創辦，與2004年出版的英文月刊《澳門商業》（英語：Macau Business）為姊妹刊物。其讀者群主要是教育程度較高及較高收入的中產階層、商界的行政人員、專業人士、投資者和企業家等。
《商訊》在大中華經濟圈如香港、廣州、深圳、珠海和上海等地聘有特約記者，雜誌內的主要內容有澳門的商界動向，包括博彩業、旅遊、會展、零售 、物流和地產業的發展，以及珠三角地區的商情變遷和商機消長。